# Skalité
Skalité este o comună slovacă, aflată în districtul Čadca din regiunea Žilina. Localitatea se află la altitudinea de 524 m deasupra n.m., se întinde pe o suprafață de 33,16 km2 și în 2017 număra 5.248 de locuitori. Se învecinează cu comuna Oščadnica.

## Istoric
Localitatea Skalité este atestată documentar din 1662.

## Demografie
| An:                | 1994 | 2004   | 2014   | 2024   |
| ------------------ | ---- | ------ | ------ | ------ |
| Număr de persoane: | 4947 | 5065   | 5247   | 5274   |
| Diferență:         |      | +2,38% | +3,59% | +0,51% |

| An:                | 2023 | 2024   |
| ------------------ | ---- | ------ |
| Număr de persoane: | 5261 | 5274   |
| Diferență:         |      | +0,24% |